# 真菌過濾
真菌过滤（英語：Mycofiltration）是利用蘑菇菌丝体垫的生物过滤器的处理过程。该术语是由真菌学家保罗·史塔曼兹（Paul Stamets）创造的新词。
史塔曼兹原本想出的技术来控制从他的房地产物业流出的水中的大肠杆菌（E. coli）。在种植了蘑菇床在水要离开峡谷后，在一年之内水中大肠杆菌的数量就已降至接近检测不到的水平。他发现蘑菇在日益增长的菌丝体的前面产生结晶实体，瓦解了它们遇到了大肠杆菌。
另一种蘑菇，豬苓，已被证明能抑制恶性疟原虫，一种寄生虫引起的最危险的类型的疟疾感染。
一个真菌过滤的工业应用是防止水土流失。它的主要应用是用于已经被遗弃的伐木道路。这里的方法是把树皮和木屑放在伐木道路上，给这种木材碎片接种本地真菌物种菌丝体。由于木片分解，菌丝网络发育，它们充当过滤器，以防止淤泥流。在这个过程中，它们还會更新表层土壤，刺激原生植物和动物的生长。

## 参看
- 真菌修复（Mycoremediation）
- 菌丝体